# Pieter Boddaert
Pieter Boddaert (26. května 1733, Middelburg – 6. května 1795, Utrecht) byl nizozemský lékař a zoolog.
Narodil se jako syn stejnojmenného právníka a básníka Pietera Boddaerta (1674–1760). V roce 1764 promoval na Utrechtské univerzitě, kde později pořádal biologické přednášky, a získal titul lékař. V letech 1768 a 1775 si dopisoval s Carlem Linném a osobně se znal s Albertem Schlosserem. V roce 1783 vydal 50 kopií Plaches enluminees od Edmé-Louise Daubentona a každý uvedený druh popsal latinským názvem, které se u mnohých druhů používají až dodnes.
Podobně udělal i ve svém nejvýznamnějších díle Elenchus Animalium z roku 1785, v kterém uvedl u řady savců prvně jejich latinský název, stalo se tak například u Zebry kvagy nebo u Tarpana.